# Chen Chien-an
Dans ce nom chinois, le nom de famille, Chen, précède le nom personnel Chien-an.
 (août 2019).
Chen Chien-an (chinois traditionnel : 陳建安 ; chinois simplifié : 陈建安 ; pinyin : Chen Jianan) est un pongiste taiwanais, né le 16 juin 1991 dans le comté de Hsinchu, en République de Chine.
Il a remporté en 2008 les Championnats du monde junior de tennis de table en simples.
En mai 2013, lors du 52e Championnat du monde de tennis de table à Paris, Chen Chien-an et Chuang Chih-yuan s'imposent face aux Chinois Hao Shuai et Ma Lin, en finale des doubles messieurs et remportent ainsi le titre de champions du monde. Chuang et Chen deviennent ainsi les premiers athlètes de Taïwan à remporter une médaille d'or aux Championnats du monde de tennis de table.
En novembre 2017, Chien Chen-an est classé numéro 35 dans le classement mondial ITTF.
Il est sponsorisé par la marque de tennis de table allemande TIBHAR.

## Vie privée
Chen Chien-an a pour activités préférées la musique, le cinéma et internet. Ses groupes préférés sont Pitbull et Akon.
Sa cuisine préférée est la cuisine chinoise, et son pays préféré est la Suisse.

## Style de jeu
Les points forts de Chen Chien-an sont son coup droit et son déplacement rapide. Même en situation de défaite pendant un match, il réussit de stratégiques et puissants smashes, topspins et sidespins. Son revers est plus doux, et il l'utilise plus spontanément pour le bloc, et particulièrement le bloc croisé.
Le principal point faible de Chen Chien-an est la gestion des balles coupées, sur lesquelles il fait souvent des fautes.
Chen Chien-an est gaucher, ce qui en fait un partenaire prisé pour les doubles. Il joue en effet souvent les matches en doubles, avec son partenaire Chiang Hung-Chieh. Il participe en 2017 à la finale du pro-Tour ITTF.

## Palmarès

### 2008
- Championnats du monde junior de tennis de table : vainqueur en simples
- Open de Tahiti : vainqueur en simples -21 ans

### 2010
Open de Chine : finaliste en simples -21 ans, battu par le Coréen Jeoung Young-sik.
Open d'Inde : finaliste en simples -21 ans, battu par le Japonais Kenji Matsudaira

### 2011
Open d'Autriche : vainqueur en simples -21 ans, face au Japonais Ueda Jin.
Open de Chine : vainqueur en simples -21 ans, face au Japonais Koki Niwa
Open d'Espagne : finaliste en simples -21 ans, battu par le Coréen Seo Hyundeok

### 2012
Open de Chine Shanghai : vainqueur en simples -21 ans, face au Sinagapourien Chen Feng
Open de Chine Suzhou : vainqueur en simples -21 ans, face au Japonais Maharu Yoshimura

### 2013
Coupe d'Asie : quarts de finale en simples
Championnat du monde : Vainqueur en double avec Chuang Chih-yan.
Open du Japon : demi-finaliste en simple
Open du Qatar : demi-finaliste en simple

### 2014
Coupe d'Asie : demi-finaliste en simple
Championnats du monde par équipe : médaille de bronze

### 2016
Open de Hongrie : finaliste en simple

### 2017
Championnat du monde : vainqueur en doubles mixtes avec Cheng I-ching.
Coupe d'Asie : 4e place en simple.
Universiade : vainqueur en simple face au Japonais Morizono Masataka
Open d'Australie : finaliste en double avec Chiang Hung-Chieh